# Para (valuta)
Il Para (plurale pare; in serbo-croato cirillico: пара, паре; in turco ottomano: پاره) era un'antica valuta dell'Impero Ottomano, della Turchia, dell'Egitto, del Montenegro, dell'Albania e della Jugoslavia ed è l'attuale subunità, anche se usata raramente, del dinaro serbo. Oggi viene usata come la centesima parte della valuta della Serbia. In passato (dal 1906 al 1918) fu usata per indicare la centesima parte della valuta storica del Principato del Montenegro, poi Regno del Montenegro, chiamata perpero montenegrino. Fu anche la 1/1000 pare della lira ottomana dal 1844 al 1923.

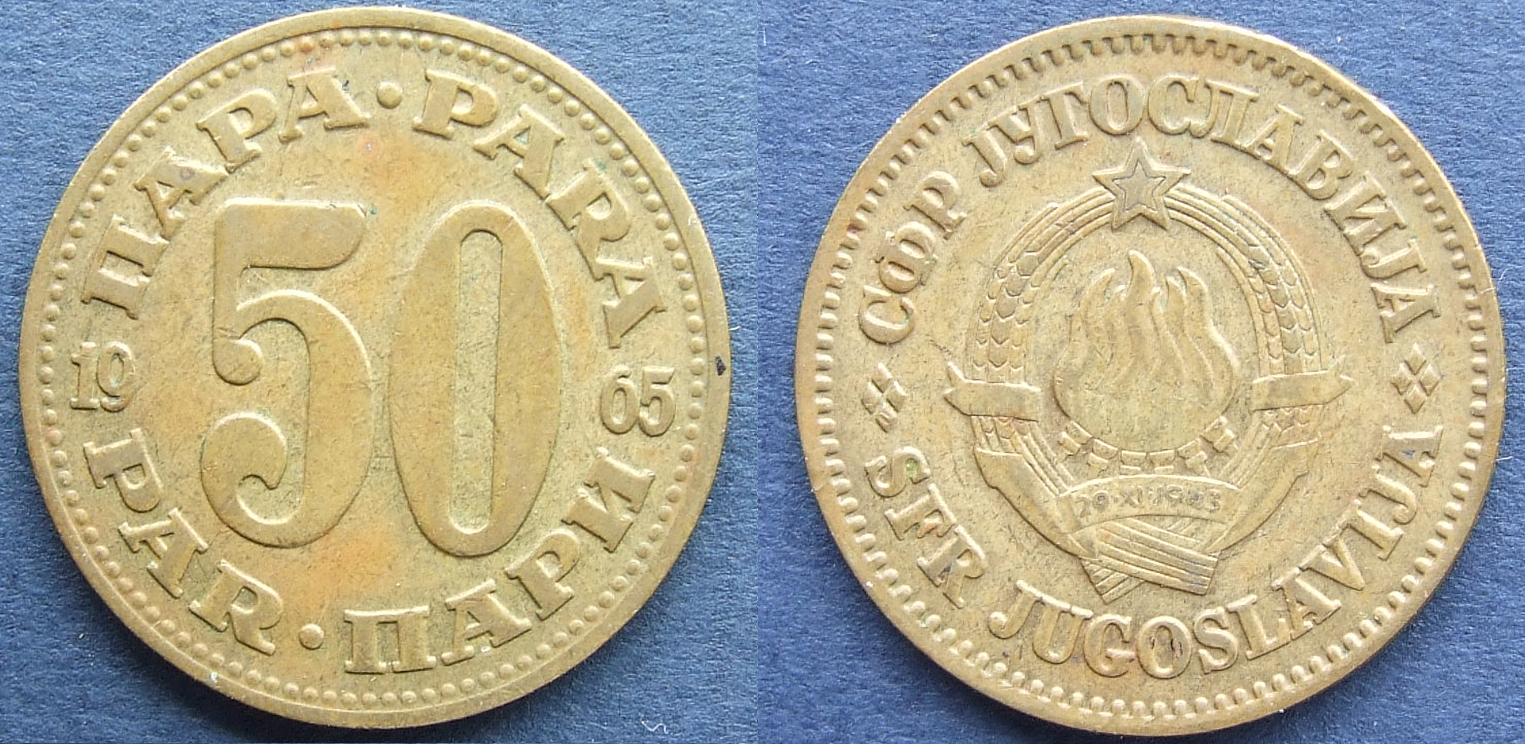
50 pare del 1965